# Boffzen
Boffzen är en kommun och ort i Landkreis Holzminden i förbundslandet Niedersachsen i Tyskland.
Kommunen ingår i kommunalförbundet Samtgemeinde Boffzen tillsammans med ytterligare tre kommuner.